# Dalia Contreras
Pour les articles homonymes, voir Contreras.
Dalia Contreras Rivero, née le 20 septembre 1983 à Cabudare, est une taekwondoïste vénézuélienne.

## Carrière
Dalia Contreras obtient la médaille de bronze aux Championnats du monde de taekwondo 2001 à Jeju et aux Championnats du monde de taekwondo 2003 à Garmisch, en catégorie finweight. Quart-de-finaliste des Jeux olympiques d'été de 2004, la Vénézuélienne participe aux Jeux olympiques d'été de 2008 en moins de 49 kg et devient médaillée de bronze olympique.